# Ole Söderberg
Ole Petter Söderberg, född 20 juli 1990 i Krokeks församling i Östergötlands län, är en svensk före detta fotbollsmålvakt som är målvaktstränare i GAIS.

## Karriär
Söderberg spelade i BK Häcken fram till 2008, då han skrev på för Premier League-klubben Newcastle United. Den 31 oktober 2010 satt Söderberg på bänken när Newcastle spelade match mot Sunderland. Den 28 november 2010 satt Söderberg även på bänken när de mötte Chelsea på hemmaplan.
Den 19 april 2011 satt Söderberg på bänken när Newcastle United spelade mot Manchester United eftersom Steve Harper hade haft problem med sitt knä.
Säsongen 2011 blev han utlånad från Newcastle United till Darlington på ett en månads lån-avtal. Han lånades även ut till Chesterfield under säsongen. Säsongen 2012 gick han till norska Molde.
I början av 2014 skrev han på ett treårskontrakt med Kalmar FF. Den 30 januari 2019 värvades Söderberg av AFC Eskilstuna, där han skrev på ett ettårskontrakt.
I juni 2020 återvände Söderberg till Kalmar FF. Den 15 januari 2021 skrev han på ett ettårskontrakt med IFK Göteborg.
Den 9 januari 2022 värvades Söderberg av GAIS som målvaktstränare samt backup bakom ordinarie målvakter. Inför säsongen 2023 förlängde Söderberg och GAIS med ett år.

## Privatliv
Söderberg är uppvuxen i Hisings Backa i Göteborg tillsammans med sin äldre bror Tom Söderberg.

## Meriter
- Norsk ligamästare 2012
- Norsk cupmästare 2013